# Кольчугин, Иван Григорьевич
Ива́н Григо́рьевич Кольчу́гин (8 (20) июля 1801, Москва — 11 (23) октября 1862, там же) — московский книготорговец, член династии книготорговцев Кольчугиных.

## Биография
Родился 8 (20) июля 1801 в Москве в семье книготорговцев и издателей Кольчугиных — сын Григория Никитича и внук основателя династии Никиты Никифоровича Кольчугиных. С 1813 года проходил обучение книжной торговле в предприятии Ивана Петровича Глазунова, затем работал в семейной книжной лавке. После смерти отца в 1835 году возглавил семейное дело. При Иване Григорьевиче книготорговое предприятие Кольчугиных достигло своей высшей точки. Среди постоянных покупателей Кольчугина были многие известные литераторы того времени: Сергей Тимофеевич Аксаков, Виссарион Григорьевич Белинский, Николай Васильевич Гоголь, Пётр Александрович Ефремов и другие, имя Кольчугина упоминается во многих произведениях и письмах. В торговле предпочитал вести дела «по старинке» — без каталогов, однако благодаря замечательной памяти легко находил нужную покупателю книгу. Для доверенных покупателей мог добыть запрещённую цензурой книгу, например, произведения Александра Николаевича Радищева или Кондратия Фёдоровича Рылеева. Книжные лавки Кольчугина пользовались популярностью у небогатого студенчества, поскольку он продавал подержанные учебники по очень низкой цене. Написал и издал в 1846 году брошюру «Турусы на колёсах», которая была изъята цензурой, усмотревшей в ней «пасквиль» на московские власти. Скончался 11 (23) октября 1862, после чего его книготорговое дело перешло его сыну Ивану Ивановичу.